# كلايد مارتن ريد
كلايد مارتن ريد (بالإنجليزية: Clyde M. Reed)‏ (9 أكتوبر من سنة 1871—8 نوفمبر من سنة 1949) هو سياسي أمريكي ينتمي إلى الحزب الجمهوري كان ريد الحاكم رقم 24 لولاية كنساس ما بين عامي 1929 إلى عام 1931 ولد ريد في ولاية الينوي الأمريكية انتقلت عائلته إلى كنساس عندما كان عمره أربع سنوات.